# 정경식
정경식(1937년 ~ )은 공안검사 출신으로 헌법재판관을 역임한 법조인이다.

## 생애
1937년에 경상북도 고령에서 태어난 정경식은 경북고등학교와 고려대학교 법과대학을 졸업하고 이건개 전 대전고검장, 송종의 전 대검 차장 등과 함께 제1회 사법시험에 합격해 박정희 정부와 5공화국에서 <신국가보안법>이라는 책을 저술할 정도로 공안검사로서 최고의 평가를 받다가 서울지검 공안부에서 재직하던 1979년 10월 27일에 10.26 사건으로 서울지검 특수부와 계엄사령부 합동수사본부에 파견되어 12.12 사태로 연행된 정승화 육군 참모총장을 조사하는 등 5공화국 출범 때인 서울지검 특수2부장으로 있던 1980년 5월말 국보위 사회정화위원회에서 공무원을 정화하는 사회정화위원을 했다. 1983년 8월 12일에 서울지검 3차장 검사를 거쳐 부산지검장에 재직하던 1992년에는 지역감정 조장과 국가기관의 선거 개입 논란을 부른 초원복집 사건에 연루될 뿐만 아니라 대통령 선거 직후에 "송종의, 최명부 검사와 함께 민청학련 사건에서 가혹행위를 했다"며 "검찰 요직에 임명해서는 안된다"는 야당인 민주당 (1991년 대한민국)의 주장에 의해 대검찰청 공판송무부장, 법무연수원 기획부장으로 전보되는 등 인사상 불이익을 받았으나 서울지검 특수부장, 대검찰청 공안부장, 청주지검장, 대구고검장 등을 역임하다 검찰 출신으로서  김영삼  대통령에 의해 헌법재판관에 임명되었다. 하지만 대한변호사협회로부터 1994년 9월 16일에 "유신체제 아래에서 공안검사로 있으면서 김영삼 신민당 총재의 1979년 7월 23일 국회 본회의 발언을 신민당 기관지 <민주전선>에 게재한 민주전선 주간인 문부식과 <어떤 조사>를 쓴 한승헌 변호사, 우도 간첩 사건, 교포학생 김승효, 삼천포 간첩단 사건, 예비역 장교 등에 의한 내란음모사건, 통일혁명당 사건, 남민전 사건 등을 수사하면서 민주화운동과 인권회복을 위해 노력한 많은 시민과 학생을 긴급조치 위반 등으로 구속하고 신군부의 국보위 산하 사회정화위원회에서 공무원을 정화하는 등의 민권억압을 한 전력이 있다"며 "자진 사퇴하라"는 비판을 받았다. 박정희 정부에서 시국사건으로 재판을 받는 구속자 가족들이 정경식 검사를 향해 야유를 보내면 검사석에서 벌떡 일어나 매서운 눈초리로 방청석을 노려보곤 했다. 1999년 2월 공직자 재산 공개에서 전년 대비 "8천902만원이 늘었다"고 신고했다. 1980년 5·16민족상 안전보장 부문 후보자로 선정됐다.